# Geschiedenis van IJsland
Dit artikel gaat over de geschiedenis van IJsland.

## Vroege geschiedenis
Het eiland IJsland is zo'n 20 miljoen jaar geleden ontstaan door vulkanische uitbarstingen in de centrale Atlantische Oceaan. IJsland is lang een onbewoond eiland gebleven. Misschien is de eerste verwijzing ernaar door de Griekse reiziger Pytheas, die een land in het hoge noorden Thule noemde. Het is echter waarschijnlijker dat hij op Noorwegen doelde, omdat hij spreekt over een welvarend land met honingbijen, graanvelden en veeteelt, wat toen en ook daarna absoluut niet op IJsland aanwezig was. Mogelijk zijn er al vóór de Vikingperiode incidenteel wel mensen op IJsland terechtgekomen, maar tot vestiging heeft dat niet geleid. Er zijn Romeinse munten gevonden, maar die zijn mogelijk door latere Vikingkolonisten vanuit Europa meegenomen. Ook zijn er schriftelijke berichten, onder andere in het Íslendingabók, over Ierse monniken die er woonden, bijvoorbeeld op het eilandje Papey (Papeneiland), maar daarvan zijn geen harde archeologische bewijzen gevonden.

## Kolonisatie (874-930)

### Naamgeving
Volgens het Landnámabók was de eerste Scandinaviër die op IJsland terechtkwam Naddoddr, die van Noorwegen naar de Faeröer voer, maar verdwaalde en naar de oostkust van het eiland dreef. Hij noemde het Snœland (Sneeuwland). Ook de Zweedse zeeman Garðar Svavarsson stuitte, na door een storm afgedreven te zijn, onverwachts op het land. Hij was de eerste die het hele land omzeilde en zo rond het jaar 865 vaststelde dat het om een eiland ging. Hij ging bij Skjálfandi in het noorden aan land, bouwde zich een onderkomen en verbleef daar slechts één winter. Sindsdien wordt de plaats Húsavík (Huizenbaai) genoemd. Bij zijn vertrek zegende hij het nieuwe eiland en noemde het Garðarshólmur (Garðars eiland). De eerste die het eiland zijn huidige naam gaf was Flóki Vilgerðarson, die met opzet naar het pas ontdekte Garðarsholmur zeilde. Flóki Vilgerðarson (ook wel Hrafna Flóki of Raven-Flóki genoemd, omdat hij drie raven bij zich had die hem hielpen het onbekende eiland te vinden) besloot zijn geluk op dat nieuwe eiland te beproeven. Hij vestigde zich aan een grote baai in het westen bij Flókatóftir (aan het huidige Breiðafjörður vlak bij Brjánslækur). Tijdens de eerste strenge winter verhongerde al zijn vee, en berooid vertrok hij weer, maar niet alvorens het land zijn naam gegeven te hebben: IJsland. Een van zijn metgezellen was Faxa van de Hebriden, naar wie de Faxaflói is genoemd.

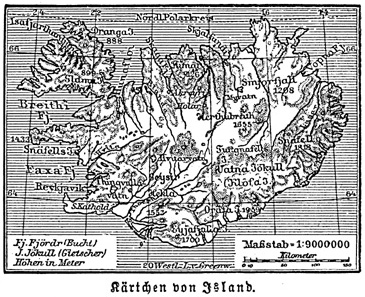
Historische kaart van IJsland uit 1888

### Eerste vaste bewoners
Als eerste permanente bewoner van IJsland wordt het Noorse stamhoofd Ingólfur Arnarson beschouwd. Hij kwam in 874 met zijn schip aan land op Zuid-IJsland, en noemde de plaats waar hij een paar jaar later definitief met zijn stam ging wonen Reykjavik (Rookbaai). Dit is dus de plek van de hedendaagse hoofdstad van IJsland. Hoewel veel van deze informatie op verhalen rust, hebben archeologen bevestigd dat er rond 870 een nederzetting was op de plaats van het huidige Reykjavik.
Veel andere Noorse stamhoofden volgden het voorbeeld van Ingólfur, en al snel waren veel van de cultiveerbare gebieden van IJsland bewoond. De meesten van hen verlieten hun thuisland om aan het regime van jarl Harald Schoonhaar (of Fijnhaar) te ontkomen. Naast deze Noren waren er ook mensen van Ierse afkomst; veelal slaven van de Noorse stamhoofden.

## IJslands Gemenebest (930-1262)

### Het Althing
Sinds de eerste bewoners zich op IJsland vestigden, voornamelijk in de kuststreken, richtten de mensen in hun nederzettingen geleidelijk volksraden op, die een þing genoemd werden. Maar men kwam overeen dat men met iedereen van het eiland zou moeten kunnen vergaderen over zaken die hen allen aangingen; daarom moest er één volksraad komen die alle kleine overkoepelde. Vanaf 930 verzamelden de stamhoofden zich in een Althing (ook geschreven als Alting of Alding) bij Þingvellir. Dit parlement kwam iedere zomer bijeen, waar de stamhoofden wetten maakten, onenigheden oplosten en recht spraken. De wetten werden niet vastgelegd op papier, maar er was een gekozen wetspreker (IJslands: lögsögumaður), die alle wetten moest onthouden. Het Althing wordt wel gezien als 's werelds oudste parlement. Er is namelijk geen absolute macht, zodat de macht bij het volk ligt. De oprichting van het Althing is het begin van het IJslands Gemenebest, een losse statenbond van de IJslandse nederzettingen (land) die vier en een halve eeuw bestond.
In deze periode bloeide IJsland op. Veel IJslanders probeerden om de verre zeeën te verkennen, en vele saga’s, zoals Egils saga, stammen uit deze tijd. Alhoewel IJsland geografisch ver weg ligt van Europa, is het nooit geïsoleerd geweest: op een rustige zee met gunstige wind is het een paar dagen varen naar bijvoorbeeld Noorwegen voor een zeilschip. Er is altijd veel handel tussen IJsland en Europese landen geweest.

### Kerstening
De kolonisten van IJsland aanbaden oorspronkelijk hoofdzakelijk de Scandinavische goden zoals Odin, Thor en Freia. Toch werd vanuit het christelijke Europa langzaamaan druk uitgeoefend. Aan het einde van het millennium waren veel van de gezaghebbers op IJsland dan ook christen. Rond het jaar 1000 kwam het christendom steeds meer in conflict met het Oudnoordse geloof, zodat men de voorzitter van het Althing, Thorgeir Thorkelsson (of Thorgeir de Wetgever), vroeg de knoop door te hakken en een oplossing voor het vraagstuk van de botsende geloven te vinden. Hij kwam met de oplossing dat men binnenshuis het oude geloof mocht bedrijven, maar buitenshuis christelijk moest zijn. Thorgeir zelf zwoer het heidendom helemaal af, en gooide zijn beelden van Germaanse goden van een waterval, die hierom Goðafoss ('Godenwaterval') is genoemd.
Het evenwicht werd door de eeuwen heen verbroken ten gunste van het christendom, dat de IJslandse huizen binnendrong. Er zijn echter vandaag de dag nog altijd IJslanders die thuis het Oudnoordse geloof aanhouden (dit draagt de naam Ásatrú).

### Het Sturlung-tijdperk
In de 11e en 12e eeuw nam de macht van het Althing af, en kregen enkele families, waaronder de Sturlungs, steeds meer macht. Deze Sturlungs zijn genoemd naar Sturla Thordarson, en diens zoons, Thordr, Sighvatr en Snorri. Langzaamaan namen de clans van deze familie de anderen over, en in 1235 werden zij vazallen van Noorwegen.

## IJsland als Noorse en Deense vazal
Tot 1262 bleef IJsland onafhankelijk. In dat jaar tekende het een unie met de Noorse monarch Haakon IV van Noorwegen. Hiermee eindigde de bloedigste periode van de IJslandse geschiedenis. Het bezit van IJsland ging over naar Denemarken toen Noorwegen en Denemarken in de 14e eeuw verenigd werden. Toen Noorwegen in 1814 werd toebedeeld aan Zweden behield Denemarken wel IJsland.
In de periode 1540-1550 vond op IJsland de reformatie plaats die in 1550 eindigde met de onthoofding van de laatste katholieke bisschop. Hierna was IJsland een Evangelisch-Luthers land.
In de Kleine IJstijd (1300-1800) werd de geïsoleerde bevolking gedecimeerd door misoogsten, hongersnood en pandemieën.

## De 19e en vroege 20e eeuw
In het begin van de 19e eeuw groeide het nationaal bewustzijn van IJsland, en er ontwikkelde zich een onafhankelijkheidsbeweging onder Jón Sigurdsson. Het Althing bleef nog eeuwen bestaan als een juridisch orgaan, maar werd in 1800 officieel afgeschaft. In 1843 werd een adviesorgaan met dezelfde naam opgericht. Er werd besloten om voortaan in Reykjavik samen te komen, dat sindsdien de hoofdstad is.
In 1874, duizend jaar na het ontstaan van de eerste nederzetting, gaf Denemarken IJsland zelfbeschikking in de vorm van een eigen grondwet. Vanaf 1904 werd het eiland namens de Deense regering bestuurd door een 'minister van IJslandse zaken'. Deze kreeg in 1918 de status van minister-president, toen met Denemarken werd overeengekomen dat IJsland een volledig soevereine staat werd (Koninkrijk IJsland), in personele unie met Denemarken. In deze unie verzorgde Denemarken de buitenlandse diplomatieke relaties van IJsland. In 1920 werd een IJslandse ambassade in Kopenhagen geopend, als bevestiging van de status van een soevereine staat.
In 1906 werd IJsland aangesloten op het internationale telegraafnetwerk middels een onderzeese telegraafkabel die via de Shetlandeilanden en de Faeröer bij Seyðisfjörður aankwam. Op het eiland zelf, dat destijds bijna geen wegen kende, werden in drie maanden tijd 14.000 telegraafpalen neergezet voor de interne communicatie.

## De Tweede Wereldoorlog
Door de bezetting van Denemarken door Duitsland op 9 april 1940 werd de communicatie met het Deense bestuur verbroken. Het IJslandse parlement nam de touwtjes zelf in handen en koos een tijdelijke gouverneur, Sveinn Björnsson, die later de eerste president van IJsland werd. In eerste instantie bleef IJsland neutraal, maar op 10 mei 1940 vielen de Britten IJsland binnen en eisten het op als geallieerd terrein. De voornaamste redenen waren de Duitsers het bezit van het strategisch gelegen eiland te ontzeggen, en het feit dat de Duitse schepen misbruik maakten van de IJslandse neutraliteit door IJslandse territoriale wateren binnen te varen om aan geallieerde achtervolgers te ontkomen. Het bestuur van IJsland protesteerde wel, maar van een verdediging is nooit sprake geweest (er viel welgeteld 1 dode; een Britse soldaat die zelfmoord pleegde). Veel IJslanders waren opgelucht dat het Britten waren en geen Duitsers. Hierna diende het eiland als vliegbasis voor geallieerde troepen. Met het toetreden van de Verenigde Staten tot de oorlog, namen de Amerikanen de bezetting van de Britten over. Als gevolg van de Duitse bezetting van Denemarken werd in april 1940 de IJslandse buitenlandse dienst opgezet en kwamen er IJslandse ambassades in Londen, Stockholm en Washington.
Op 17 juni 1944 werd IJsland een onafhankelijke republiek. Omdat Denemarken nog steeds door Duitsland was bezet, waren de Denen verontwaardigd over deze stap. Toch zond de Deense koning, Christiaan X een felicitatie naar het IJslandse volk. Na de onafhankelijkheidsverklaring waren er nog Amerikaanse troepen op het eiland. Zij bleven daar tot het einde van de oorlog gestationeerd. Na de oorlog vertrokken de troepen, maar middels het IJslands-Amerikaans akkoord, dat op 5 oktober 1946 inging, werd bepaald dat de Amerikanen voor een periode van vijf jaar wel nog Keflavík als steunpunt voor de burgerluchtvaart mochten gebruiken. Dit hield ook in dat zij het bestuur er over hadden. In 1951 werd, door een nieuw verdrag, bepaald dat de Verenigde Staten nu ook de verdediging van het eiland voor hun rekening namen. Dit in het kader van de NAVO, waar IJsland in 1949 lid van werd. Ook kregen de IJslanders het bestuur over Keflavík terug.

## Meest recente geschiedenis
In 1975 breidde IJsland zijn visserijzone uit tot een 200 mijlszone na een strijd van tientallen jaren om controle te verkrijgen over zijn belangrijkste natuurlijke rijkdom: de visrijke wateren rond het eiland waar andere landen (met name Britse vissers) graag mochten vissen. De derde kabeljauwoorlog tussen IJsland en het Verenigd Koninkrijk brak uit. Er waren eerder al twee 'kabeljauwoorlogen' geweest maar dit was de meest serieuze waarbij schepen elkaar opzettelijk probeerden te rammen. Toen IJsland dreigde uit de NAVO te stappen en de NAVO-basis bij Keflavík te sluiten, bonden de Britten in.
In 1980 werd Vigdís Finnbogadóttir tot presidente van IJsland gekozen. Zij was de eerste democratisch verkozen vrouwelijke president ter wereld. In 2009 had IJsland nog een primeur toen Jóhanna Sigurdardóttir premier werd: zij was de eerste openlijk homoseksuele regeringsleider ter wereld.
IJsland werd in 1993 lid van de Europese Economische Ruimte.

## Financiële crisis
Vanaf 2008 kreeg IJsland met een financiële crisis te maken. Het was een van de grootste economische en politieke crises die IJsland gekend heeft. De crisis resulteerde in het faillissement van de drie belangrijkste banken van IJsland. Na 2013 herstelde de economie zich verrassend snel. 
Geschiedenis van:
Albanië · Andorra · Azerbeidzjan · België (Vlaanderen, Wallonië) · Bosnië en Herzegovina · Bulgarije · Denemarken · Duitsland · Estland · Faeröer · Finland · Frankrijk (Bretagne, Corsica) · Georgië · Griekenland · Hongarije · Ierland · Italië (Sicilië) · Kosovo · Kroatië · Letland · Liechtenstein · Litouwen · Luxemburg · Malta · Moldavië · Monaco · Montenegro · Nederland · Noord-Macedonië · Noorwegen · Oekraïne · Oostenrijk · Polen · Portugal · Roemenië · Rusland (Tsjetsjenië) · San Marino · Servië · Slovenië · Slowakije · Spanje (Catalonië, Galicië) · Tsjechië · Turkije · Vaticaanstad · Verenigd Koninkrijk (Engeland, Schotland, Wales, Noord-Ierland) · Wit-Rusland · IJsland · Zweden · Zwitserland
Balkan · Britse Eilanden · Kaukasus · Lage Landen · Oost-Europa · Scandinavië